# Uppidamangalam
Uppidamangalam é uma panchayat (vila) no distrito de Kapur, no estado indiano de Tamil Nadu.

## Demografia
Segundo o censo de 2001,  Uppidamangalam  tinha uma população de 10,039 habitantes. Os indivíduos do sexo masculino constituem 50% da população e os do sexo feminino 50%. Uppidamangalam tem uma taxa de literacia de 62%, superior à média nacional de 59.5%: a literacia no sexo masculino é de 74% e no sexo feminino é de 50%. Em Uppidamangalam, 9% da população está abaixo dos 6 anos de idade.